# Варна (община)
Варна (болг. Община Варна) — община в Болгарии. Входит в состав Варненской области. Население составляет 357 270 человек (на 15 мая 2008 года).

## Состав общины
В состав общины входят следующие населённые пункты:
1. Варна
2. Звездица
3. Казашко
4. Каменар
5. Константиново
6. Тополи